# Almazbek Atambayev
Almazbek Sharshenovich Atambayev (Cyrillic: Алмазбек Шаршенович Атамбаев; sinh ngày 17 tháng 9 năm 1956) là chính trị gia Kyrgyzstan, giữ chức Tổng thống Kyrgyzstan từ ngày 1 tháng 12 năm 2011. Ông từng là Thủ tướng Kyrgyzstan. Ông còn là chủ tịch của Đảng Dân chủ Xã hội Kyrgyzstan từ ngày 30 tháng 7 năm 1999 đến ngày 23 tháng 9 năm 2011.